# Hygiène bucco-dentaire

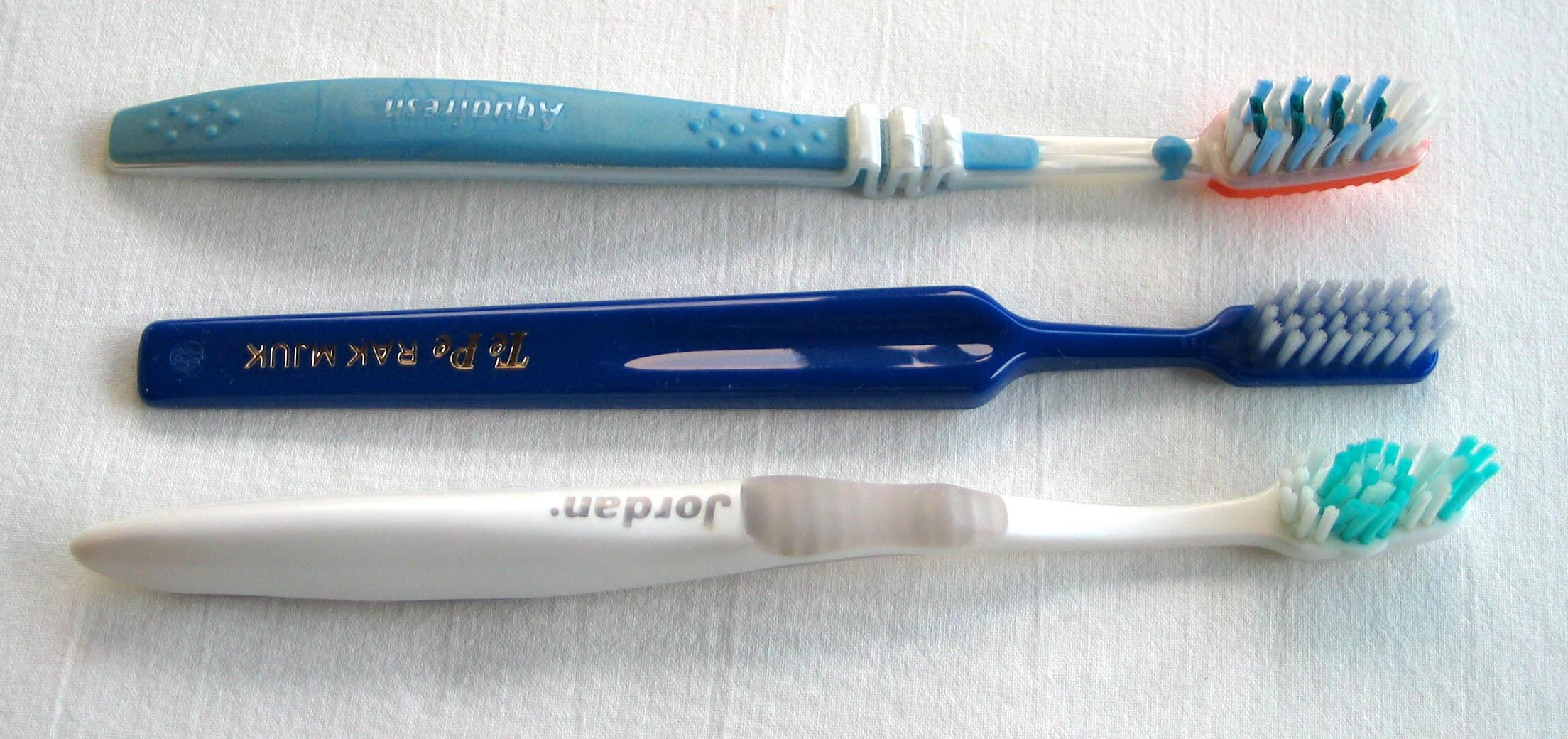
Brosses à dents

L’hygiène buccodentaire, appelée aussi hygiène buccale, est un ensemble de pratiques contribuant à la santé buccodentaire en permettant d'éliminer la plaque dentaire qui se forme naturellement et en permanence à la surface des dents. L'élimination de la plaque dentaire permet de prévenir les maladies parodontales et leurs complications cardiovasculaires, diabète, cancer, etc. En effet, les bactéries sont responsables d'une inflammation des gencives (gingivite), qui deviennent rouges, gonflées ou ulcérées (perforées), et saignent abondamment à la moindre sollicitation mécanique (brossage, air pulsé). Cette situation risque de dégénérer en parodontite entraînant l'apparition de mobilité puis la perte des dents. 
Seuls les moyens mécaniques permettent d'éliminer la plaque dentaire quotidienne : tous les autres moyens sont inefficaces pour atteindre une hygiène dentaire excellente[réf. nécessaire]. Il est recommandé de se brosser les dents deux fois par jour et nettoyer les espaces interdentaires en passant une brossette ou un fil dentaire. En revanche l'usage régulier de bains de bouche alcoolisés est controversé. Une dent propre est aussi lisse que du verre, et c'est la langue, seule capable de percevoir l'épaisseur d'un cheveu (0,04 à 0,1 mm), qui est le moyen le plus efficace pour réaliser ce contrôle après brossage.
Le sucre nourrit les bactéries présentes dans la plaque dentaire. Celles-ci transforment aussi les sucres alimentaires en acide lactique. L'action de cet acide sur l'émail dentaire aboutit à une déminéralisation de la dent et à l'apparition d'une cavité : la carie. Chaque repas est potentiellement cariogène. Cependant, le pouvoir tampon de la salive permet de ramener l'acidité de la bouche (pH) à la neutralité. Toutefois, dans la bouche d'une personne mangeant constamment, l'acidité reste importante[réf. nécessaire]. Le risque d'apparition de carie s'en trouve donc fortement accru. Quand les gencives enflammées saignent souvent, ce sang est une source de fer qui dope la croissance de bactéries comme Porphyromonas gingivalis, qui aggrave les dommages parodontaux, ce qui entretien l'infection.
Le tartre dentaire, qui est de la plaque dentaire minéralisée, ne peut plus être éliminé par simple brossage, et doit être enlevé chez le dentiste par un détartrage.

## Histoire médicale et enjeux
Certains des hygiénistes pastoriens, en Europe et aux États-Unis ont adopté l'hypothèse qu'extraire les dents cariées permettait de supprimer ou éviter de nombreux troubles (de l'arthrite à la schizophrénie) ; certains allant parfois jusqu'à préventivement arracher toutes les dents de leur patient.
Les progrès de la médecine fournissent aujourd'hui un tableau plus clair de l'impact systémique des infections bucco-dentaires et ORL.
La bouche abrite une partie importante du microbiote humain, dont quelques microbes responsables de maladies parmi les plus anciennes et communes de l'humanité, très invalidantes (carie dentaire et maladies des gencives, autrefois parfois mortelles, souvent douloureuses et susceptible d'empêcher de manger certains aliments, de causer une mauvaise haleine et/ou la perte de dents, phénomènes qui sont depuis longtemps des marqueur stigmatisants). 
La science a récemment montré ou confirmé des liens entre l'état de santé bucco-dentaire, la qualité du microbiote, et le bien-être humain. L'inflammation des gencives se montre ainsi liée à d'autres maladies dont 
- des maladies cardiovasculaires (ex : la maladie parodontale augmente le risque d'athérosclérose et le risque de crise cardiaque (de 10 à 15 %). Une inflammation mesurable des gencives, indiquant une parodontite, double le risque de future crise cardiaque, d'accident vasculaire cérébral ou d'autre événement cardiovasculaire)[7],
- la maladie d'Alzheimer[8],[9],[10],[11], en lien avec le microbiome salivaire[12] et plus particulièrement gingival[13] ;
- la polyarthrite rhumatoïde. Porphyromonas gingivalis sécrète des enzymes qui semblent impliquées dans l'apparition de la polyarthrite rhumatoïde (maladie auto-immune due à une production d'anticorps se liant à certaines protéines « soi » dans le tissu articulaire lorsque ces protéines ont subi une modification de citrullination ; or P. gingivalis peut faciliter la citrullination[14],[5]) ;
- des effets inflammatoires inappropriés et néfastes : L'inflammation induite par des bactéries dans le tissu gingival est une réponse normale et saine face à une infection brève et accidentelle, mais quand elle devient chronique (ce qui traduit un déséquilibre de l'écosystème microbien établi entre la dent et la gencive, et une incapacité immunitaire à rapidement éliminer un excès de bactéries pathogènes), l'inflammation enclenche une réponse immunitaire parfois excessive, qui peut endommager ailleurs dans le corps des tissus et des organes sans rapport apparent avec la bouche[5] ; les globules blancs recrutées dans la gencive sécrètent des cytokines et d'autres molécules pro-inflammatoire. Ces molécules vont d'une part dégrader l'intégrité de la gencive (ce qui favorise encore sa colonisation par des bactéries dont certaines sécrètent leurs propres toxines (lipopolysaccharides..., qui vont aggraver l'inflammation). Via la circulation sanguine, les molécules pro-inflammatoire activent le système immunitaire inné, déclenchant - ailleurs - une réaction inflammatoire rapide, aussi médiée par d'autres molécules sécrétées par le foie. Si elle perdure, cette réaction inflammatoire systémique, induite par l'infection gingivale et/ou dentaire est inappropriée et nocive pour l'organisme.
Pour Francesco D'Aiuto (parodontiste à l'University College London), « il existe des preuves établissant un lien entre environ 50 maladies associées à la parodontite »[5] ;
- le syndrome métabolique ; Selon Sanz et ses collègues, un essai contrôlé randomisé publié en 2020, a conclu qu'un traitement parodontal a des avantages mesurables chez des patients porteurs du syndrome métabolique[15], diminuant l'hypertension artérielle et les taux d'hémoglobine glyquée (indicateur de la glycémie dans le diabète de type 2)
- le diabète de type 2 ; et le lien avec le diabète semble à double sens : la parodontite accroit ou aggrave la glycémie, ce qui peut induire un diabète de type 2 ou, chez le sujet déjà diabétique, aggraver le contrôle de la glycémie et augmenter le risque de complications cardiovasculaires ou neuropathies. Et inversement, le diabétique de type 2 présente un risque doublé ou triplé de maladie parodontale s'il n'en était pas déjà atteint[16]. Sein d'Aiuto et ses collègues (cf. essai clinique de 2018 sur des personnes victimes de parodontite sévère et de diabète de type 2) le traitement contre la parodontale a aussi amélioré la santé rénale et cardiovasculaire des patients[17], et Borgnakke ajoute que pour le diabétique, s'il est efficace, ce traitement peut atteindre le même niveau de réduction de l'hémoglobine glyquée qu'un médicament conventionnel[18].
- des troubles de la cognition[19]

L'extraction des dents (tant qu'elles ne sont pas trop dégradées) n'est plus la solution. Le contrôle précoce des taux de 'mauvaises' bactéries (notamment favorisées par le sucre) est idéalement à réaliser , car des dents saines associées à un tissu gingival en bon état font normalement efficacement barrière aux infections tout en permettant à notre système immunitaire de contrôler ces populations bactériennes, même pour des bactéries bien connues pour leur potentiel pathogène comme Porphyromonas gingivalis. Cependant, le lien entre l'inflammation et les bactéries est toutefois complexe et souvent à double-sens rappelle Chapple interrogé par Nature (2021) : « tout est une question d'inflammation, l'inflammation alimente les mauvais microbes, les mauvais microbes alimentent l'inflammation, et vous avez besoin d'une intervention qui brise en quelque sorte cette réaction en chaîne ». Quand une maladie chronique inflammatoire est installée, il ne suffit pas toujours de supprimer sa cause (bactérienne dans le cas présent) originelle pour la guérir.

Dans tous ces cas, l'hygiène bucco-dentaire est enjeu majeur de la médecine préventive et de la santé publique.

## Moyens

### Diagnostic
Les symptômes étaient autrefois la douleur, l'inflammation, des saignements ou le gonflement. 
Depuis le début du XXe siècle, la radiographie et les analyses biologiques ont beaucoup fait progresser le diagnostic. 
Et des progrès récents (fluorescence optique...) promettent un diagnostic plus précoce de la carie dentaire (sans le risque posé par les rayons X ionisants).

### Outils individuels

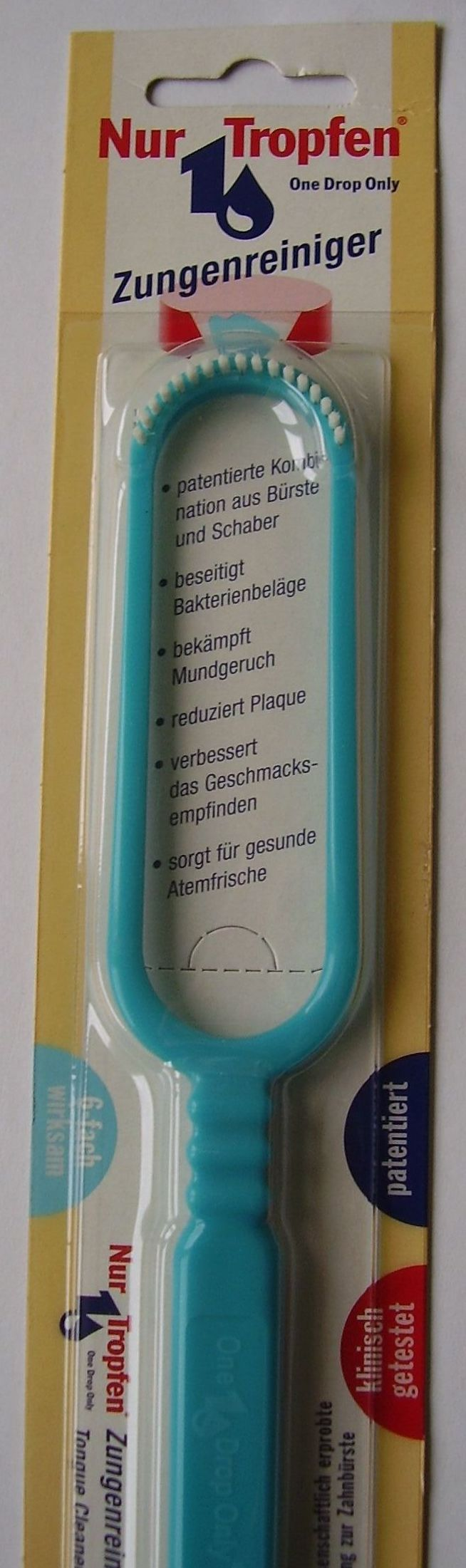
Brosse à langue (dans son emballage).

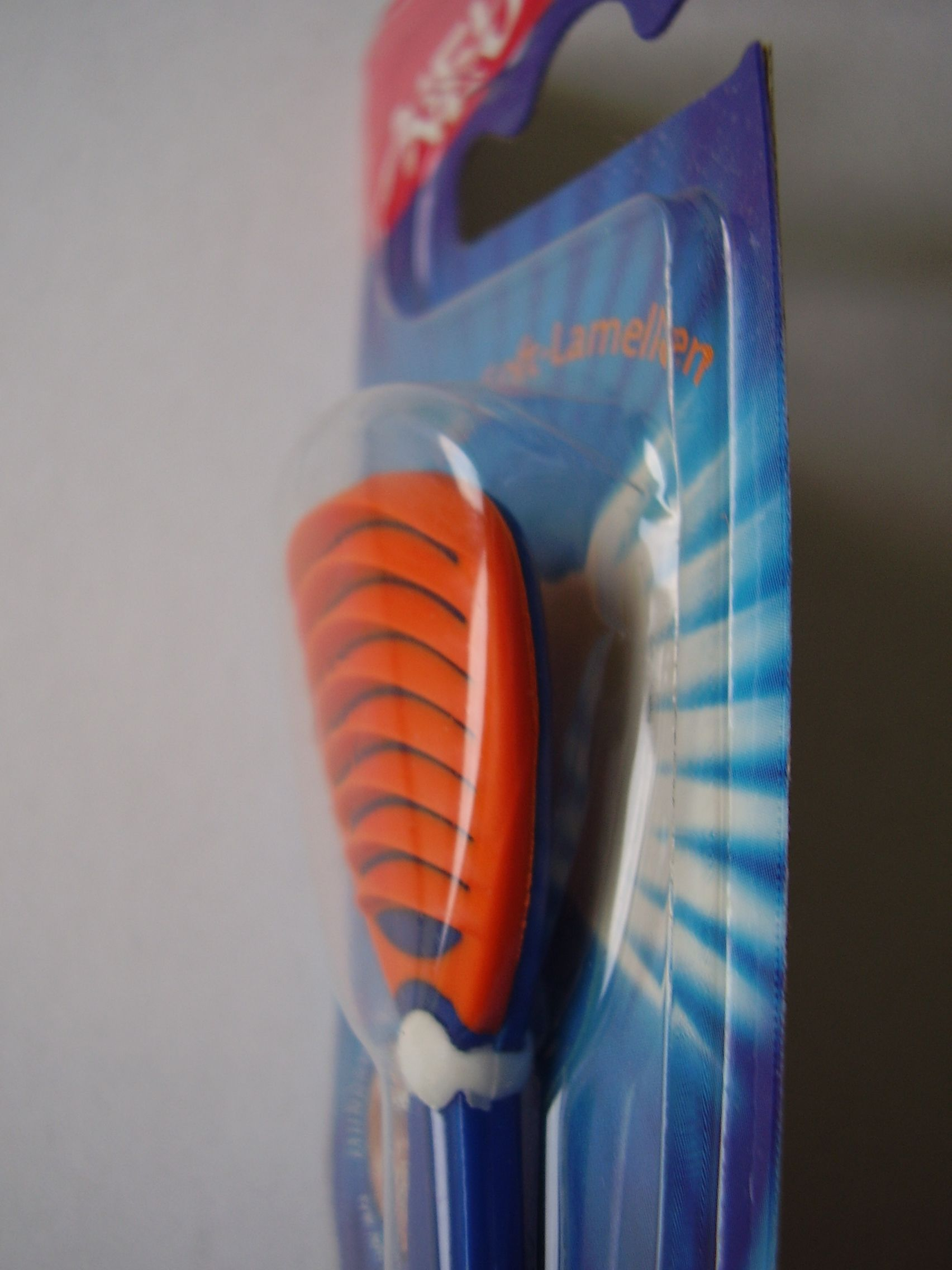
Racloir à langue (dans son emballage).

- Brosse à dents manuelle : les poils durs sont à manipuler avec précaution en suivant les conseils du dentiste pour ne pas blesser la gencive. Les poils medium ou souples sont souvent préférés, mais les poils trop souples tendent à s'écraser sur la dent sans éliminer la plaque dentaire. Des brosses à poils souples mais coniques pallient ce problème : la base large assure rigidité tandis que l'extrémité des poils effectue un brossage doux mais efficace.
- Brosse à dents électrique : deux types sont principalement commercialisés : les brosses à dents oscillorotatives présentent une tête ronde et effectuent des mouvements de quart de tour alternés ; les brosses à dents soniques : de forme similaire à une brosse à dents manuelle, dont les poils vibrent à hautes fréquences (40 000 fois par seconde). Elles sont légèrement plus efficaces que les brosses à dents manuelles dans l'élimination de la plaque (jusqu'à 21 % de réduction de plaque supplémentaire)[22].
- Brosse à langue (en): comportant des poils plus courts et plus durs, elle permet d'assurer l'hygiène de la langue et de réduire la quantité de peaux mortes, riches en bactéries qui participent à la formation de la plaque dentaire. Il est aussi possible de brosser sa langue avec la brosse à dents, qui d'ailleurs inclut parfois au dos un racloir pour la langue.
- Dentifrice fluoré. Le fluor préserve l'émail des attaques acides[23]. La quantité et la concentration en fluor doivent être adaptées à l'âge. Le fluor fut un facteur important de réduction des caries lors de son introduction dans les dentifrices. Le dentifrice de l'adulte contient au moins 1 000 p.p.m de sel fluoré. En 2019, il est montré que l'apport d'une juste dose par le dentifrice est préférable à une fluoration généralisée de l'eau potable, car ingéré avec l'eau le fluorure est toxique pour le neurodéveloppement et réduit notamment le QI des enfants[24].
- Fil dentaire, brossettes interdentaires, bâtonnets interdentaires en bois (un matériau assoupli par la salive pour mieux épouser les parois interdentaires) : pour nettoyer la face latérale des dents (zone interproximale), que la brosse à dents ne peut pas atteindre. L'usage du fil dentaire et celui des bâtonnets interdentaires en bois sont les plus fréquents. Lorsque l'espace entre les deux dents est suffisamment large, on peut alors passer des brossettes.
- Jet dentaire, il peut en partie remplacer le fil dentaire en expulsant les fragments de nourriture.

## Moyens complémentaires
- Les bains de bouche antiseptiques sont conseillés lorsque le brossage doit être suspendu (ex : traumatisme, chirurgie…).
- Le bicarbonate de sodium (aussi appelé bicarbonate de soude) peut aider à améliorer l'hygiène buccale et à réduire considérablement l'halitose : en ajoutant périodiquement un peu de bicarbonate en poudre sur la brosse à dents en plus du dentifrice (2 fois par semaine), et en complétant par des gargarismes avec de l'eau additionnée de bicarbonate (5 g soit environ 1 cuillère à café pour un verre d'eau).
- Pour les patients victimes de parodontite, des scientifiques étudient un anti-inflammatoires spécifique, non-nocif et local, qui ne serait actif qu'en cas d'inflammation active (un essai de phase I a réduit les marqueurs inflammatoires des maladies des gencives)[25].

## Fréquence
En France, la recommandation est de deux brossages par jour, matin et soir, pendant deux minutes.
En cas de brossage unique dans la journée, le moment optimal pour le faire est le soir. Ainsi la plaque bactérienne est éliminée avant le sommeil, durant lequel l'absence de mouvements favorise son accumulation.
Une fois certaines maladies parodontales installées, une hygiène irréprochable est nécessaire pour au moins stabiliser la maladie.

## Technique
Voir Brossage des dents
- Le but est d'éliminer la plaque dentaire, ou association de protéines salivaires, de sucres alimentaires et de bactéries en tous genres. En 72 heures, la plaque dentaire se calcifie : c'est la naissance du tartre dentaire (concrétions calcaires). Les bactéries de la plaque dentaire provoquent les caries (destruction de la dent), l'inflammation et les saignements de la gencive (destruction du support osseux de la dent). En moins de six mois, une carie peut détruire complètement une dent.
- L'efficacité du brossage est principalement due à l'action mécanique de la brosse à dents. Le dentifrice joue un rôle beaucoup plus accessoire.
- La technique de brossage doit être adaptée en fonction du type de dent et de gencive[27]
- Chaque dent possède cinq faces et chaque face doit être nettoyée tous les jours. La technique verticale, "à sens unique" de la gencive vers la dent, est la plus efficace. On peut aussi la remplacer par des petits mouvements en rond sur chaque dent, pas sur la gencive, puis passer à la dent suivante. Il faut s'interdire le brossage horizontal : pratiqué trop fort, le nylon des poils de la brosse à dents use les racines le long des gencives (mylolyses et les dents s'abîment). Le brossage horizontal déchausse les dents : rétraction de la gencive, dénudation gingivale et retraits de la gencive.
- Le brossage doit approximativement durer 2-3 minutes. Un brossage de 30 s est certainement inefficace. Mais, le temps passé dans la salle de bain n'est pas nécessairement un indice de propreté exemplaire des dents :
  - TEST de propreté des dents après le brossage : la langue pouvant percevoir l'épaisseur d'un cheveu (0,04 à 0,1 mm) et la dent "propre" étant aussi lisse qu'un miroir, on peut glisser très doucement la pointe de la langue sur toutes les dents pour vérifier qu'elles sont devenues parfaitement lisses, "comme un miroir".
  - Le brossage du soir est le plus important : il précède huit heures de sommeil, sans aucune ingestion de sucres. Sur une année, les dents peuvent ainsi être propres pendant quatre mois. Le débit salivaire étant réduit pendant le sommeil (moins de dilution par une quantité réduite de salive), c'est aussi la nuit que l'on fabrique ses caries et le tartre.
- Aux enfants en bas âge ("dents de lait"), on recommande de "peindre les dents" avec la brosse. L'enfant est placé face à un miroir, afin qu'il puisse identifier, visuellement et géographiquement, chaque dent. Il faut minimiser les quantités de dentifrice : trop de mousse cache les dents. Les parents doivent contrôler leur technique de brossage et ne pas hésiter à aider l'enfant dans ses premiers mouvements.
- À partir de l'âge de 12 ans, l'utilisation de fil dentaire, plus rarement de brossette interdentaire ou de cure-dents en bois, est très important : il permet d'éliminer la plaque dentaire entre les dents ; cette région interdentaire étant non accessible pour une brosse à dents

## Utilité sanitaire
L'hygiène bucco-dentaire améliore la santé générale en diminuant le risque de plusieurs types d'infection et en améliorant la qualité de la digestion.
Il semblerait par exemple qu'une mauvaise hygiène dentaire soit un facteur de risque pour certaines maladies à prion pathogène, dont la maladie de Creutzfeld-Jacob. Cette hypothèse a été posée pour expliquer des anomalies épidémiologiques observées au Royaume-Uni lors d'une épidémie liée à la vache folle, est qu'une mauvaise hygiène dentaire (caries non soignées, ou peut-être gingivites) pourrait aussi être un facteur de risque de transmission de prion à l'organisme humain via la nourriture, ce qui expliquerait au Royaume-Uni un nombre presque deux fois plus élevé en Écosse et en Angleterre du nord et un âge médian de survenue de 26 ans (resté inchangé au cours des 15 ans qu'a duré l'épidémie), ce qui peut reposer la question du risque lié à une mauvaise décontamination d'instruments de chirurgie dentaire,,.

## Chez les animaux
Certains animaux se font entretenir les dents par d'autres animaux qui viennent s'y nourrir de restes alimentaires. 
Une étude récemment publiée (2017) a montré que d'autres primates que l'homme ont une hygiène dentaire élaborée ; ainsi le macaque à longue queue (Macaca fascicularis umbrosus), au sein d'un groupe suivi dans l'île du Grand Nicobar (Est de l'océan Indien où cette espèce est endémique), se curent les dents au moyen de plumes d'oiseaux, ou de soie improvisées (fibres de noix de coco, brins d'herbe voire fil de nylon) utilisé comme fil dentaire. Deux autres espèces de macaque avaient déjà été observées en train d'effectuer ce type d'activité,.